# Eumenes glacialis
Eumenes glacialis är en stekelart som beskrevs av Giordani Soika 1940. Eumenes glacialis ingår i släktet krukmakargetingar, och familjen Eumenidae. Inga underarter finns listade i Catalogue of Life.